# Trhovište
Trhovište (in ungherese Vásárhely) è un comune della Slovacchia facente parte del distretto di Michalovce, nella regione di Košice.